# 2014년 12월
| 2014년: 1월 · 2월 · 3월 · 4월 · 5월 · 6월 · 7월 · 8월 · 9월 · 10월 · 11월 · 12월 |

| <          | 2014년 12월  | 2014년 12월 | 2014년 12월 | 2014년 12월 | 2014년 12월 | >          |
| 일         | 월           | 화          | 수          | 목          | 금          | 토         |
|            | 1 10.10 병오 | 2 11 정미   | 3 12 무신   | 4 13 기유   | 5 14 경술   | 6 15 신해  |
| 7 16 임자  | 8 17 계축    | 9 18 갑인   | 10 19 을묘  | 11 20 병진  | 12 21 정사  | 13 22 무오 |
| 14 23 기미 | 15 24 경신   | 16 25 신유  | 17 26 임술  | 18 27 계해  | 19 26 갑자  | 20 29 을축 |
| 21 30 병인 | 22 11.1 정묘 | 23 2 무진   | 24 3 기사   | 25 4 경오   | 26 5 신미   | 27 6 임신  |
| 28 7 계유  | 29 8 갑술    | 30 9 을해   | 31 10 병자  |             |             |            |

| - 12월 6일 - 랠프 베어 - 12월 10일 : 모리셔스 총선 - 12월 14일 : 일본 중의원 총선거 - 12월 21일 : 우즈베키스탄 총선 1차전 - 12월 28일 : 튀니지 대선 2차전 편집하기 |

## 2014년 12월 31일 (수요일)
사회
- 중국 상하이의 신년맞이 행사장에서 압사 사고가 발생해 36명이 사망했다.

## 2014년 12월 28일 (일요일)
사고
- 인도네시아 에어아시아 소속의 비행기인 인도네시아 에어아시아 8501편 실종 사건이 발생했다.

사회
- 경기도 성남시 모란 민속장에서 팔던 토종닭에서 고병원성 조류 인플루엔자가 발생하여 모란 민속장에서 팔던 가금류들이 매몰 처분되고 29일로 예정된 5일장은 하지 않기로 결정했다.

## 2014년 12월 27일 (토요일)
사회
- 수도권 전철 경의선 공덕역~용산역구간이 개통되어 경의선과 중앙선이 상호 직결 운행을 시작했다.

## 2014년 12월 20일 (토요일)
범죄
- 케언스 아동 살해사건의 범인이 체포되었다.

## 2014년 12월 19일 (금요일)
정치
- 대한민국 헌법재판소는 인용 8 : 각하 1로 통합진보당의 해산을 선언했다. 이에 따라 소속 국회의원 5명의 의원직도 박탈되었다.

범죄
- 호주 퀸즐랜드주에서 케언스 아동 살해사건이 발생하여 8명이 사망했다.

## 2014년 12월 16일 (화요일)
국제
- 파키스탄 페샤와르에서 학교 공격이 발생하였다.

## 2014년 12월 15일 (월요일)
국제
- 호주 시드니에서 2014년 마틴 플레이스 인질극이 발생했다.

## 2014년 12월 14일 (일요일)
선거
- 일본 제47회 일본 중의원 의원 총선거에서 자민당이 압승을 거두었다.

## 2014년 12월 13일 (토요일)
사회
- 정윤회 게이트의 발단이 된 청와대 문건을 유출했다는 혐의를 받은 최 모 경위가 자살했다.

재난
- 인도네시아에서 산사태가 발생해 56명이 사망했다.

## 2014년 12월 12일 (금요일)
사회
- 수원 팔달산 토막 살인 사건의 용의자 박춘봉이 경찰에 붙잡혔다.

## 2014년 12월 10일 (수요일)
경제
- 대한민국과 베트남 간에 자유 무역 협정이 타결되었다.

## 2014년 12월 9일 (화요일)
국제
- 미국 상원위원회에서 CIA의 고문에 관한 미국 상원 정보위원회 보고서가 부분 공개되었다.

## 2014년 12월 8일 (월요일)
사회
- 서울시민인권헌장 제정을 촉구하는 시위가 서울시청에서 일어나다.

## 2014년 12월 5일 (금요일)
사회
- 대한항공 KE 086편 이륙 지연 사건이 일어나다.

## 2014년 12월 4일 (목요일)
국제
- 러시아 체첸 공화국의 그로즈니에서 2014년 그로즈니 충돌이 발생하다.

## 2014년 12월 1일 (월요일)
사회
- 사조산업 소속의 원양어선 오룡호가 러시아 베링해에서 침몰하는 사고가 발생했다.
- 무디스가 일본의 신용등급을 Aa3에서 A1으로 한 단계 강등시켰다.